# A Lost Lady (film, 1924)
Pour les articles homonymes, voir A Lost Lady.
Pour plus de détails, voir Fiche technique et Distribution.
A Lost Lady est un film américain muet réalisé par Harry Beaumont, et sorti en 1924.
Il s'agit d'une adaptation d'un roman de Willa Cather.

## Fiche technique
- Titre original : A Lost Lady
- Réalisation : Harry Beaumont
- Scénario : Willa Cather (roman), Dorothy Farnum (adaptation)
- Photographie : David Abel
- Société de production : Warner Bros. Pictures
- Pays de production :  États-Unis
- Format : Noir et blanc — 35 mm — 1,33:1 — Muet
- Durée : 70 minutes
- Date de sortie :
  - États-Unis : 18 décembre 1924

## Distribution
- Irene Rich : Marian Forrester
- Matt Moore : Neil Herbert
- June Marlowe : Constance Ogden
- John Roche : Frank Ellinger
- Victor Potel : Ivy Peters
- George Fawcett : Capitaine Forrester
- Eva Gordon : Mary, la bohémienne
- Nanette Valone : Danseuse gitane
- Estelle Bradley : Danseuse gitane